# Els Moscaders de Montgosso
Els Moscaders de Montgosso és una serra situada al municipi d'Alt Àneu a la comarca del Pallars Sobirà, amb una elevació màxima de 2.350 metres.